# Seeshaupt (Schiff, 1955)
Die Seeshaupt war das größte Tagesausflugsschiff im Linienverkehr auf dem Starnberger See. Das Schiff wurde von der Bayerischen Seenschifffahrt betrieben. Es verfügte über 900 Plätze auf drei Decks. Die Seeshaupt wurde am 11. September 2011 nach mehr als 55-jährigem Einsatz außer Dienst gestellt.

## Geschichte
Am 15. September 1953 wurde vom Bayerischen Staatsministerium für Wirtschaft und Verkehr der Bauauftrag für das Tagesausflugsschiff auf dem Starnberger See an die Schiffswerft Ruthof in Regensburg vergeben. Am 7. Januar 1954 begannen die Arbeiten am Schiff. Die Endmontage erfolgte ab dem 15. Mai in Starnberg, wo das Schiff nach fünfmonatiger Bauzeit im Oktober 1954 von der Starnberger Hellinganlage zu Wasser gelassen wurde.
Das Schiff, das im Endausbau 1,8 Mio. DM kostete, wurde am 19. März fertiggestellt und am 30. März 1955 getauft. Am gleichen Tag fand die offizielle Jungfernfahrt statt. Bei der Indienststellung war es das modernste Schiff der Flotte.
Bei der Generalüberholung im Winter 1991/92 wurde die Passagierkapazität von 1.200 auf 900 Plätze reduziert. Insbesondere wurden die gastronomischen Einrichtungen und die Kinderspieleinrichtungen verbessert.
Nach einer Abschiedsfahrt am 2. September wurde das Schiff am 11. September 2011 außer Dienst gestellt und anschließend verschrottet. Es wurde am 13. Juli 2012 durch einen gleichnamigen Neubau ersetzt.

## Technik
Durch den doppelten Voith-Schneider-Antrieb war es möglich, das Schiff auf kleinem Raum zu manövrieren und bei einer Fahrgeschwindigkeit von 10 km/h auf nur einer Schifflänge aufzustoppen. Eine Drehung um 360° war innerhalb von zwei Minuten möglich.